# فرنسيس ويب
فرنسيس ويب (بالإنجليزية: Francis Webb)‏ هو شاعر أسترالي، ولد في 8 فبراير 1925 في Rose Park, South Australia ‏ في أستراليا، وتوفي في 23 نوفمبر 1973 في Rydalmere, New South Wales ‏ في أستراليا.